# Rivière Péladeau
Pour les articles homonymes, voir Péladeau.
La rivière Péladeau est un affluent de la rive nord de la rivière aux Feuilles dont les eaux coulent vers l'est et se jettent dans le lac aux Feuilles, lequel se connecte par un détroit au littoral ouest de la baie d'Ungava. La rivière Péladeau coule dans le territoire non organisé de Rivière-Koksoak, dans la région du Nunavik, dans la région administrative du Nord-du-Québec, au Québec, au Canada.

## Géographie
Les bassins versants voisins de la rivière Péladeau sont :
- côté nord : rivière Arnaud, lac Tasialujjuaq, lac Ungirq, lac Faribault, lac Ney ;
- côté est : lac Dulhut, rivière Buron, rivière Saint-Fond, ruisseau Fanfan, rivière Corporon ;
- côté sud : rivière aux Feuilles ;
- côté ouest : lac Tasiataq, lac La Potherie.

Le principal plan d'eau supérieur de la rivière Péladeau est le lac Faribault (longueur : 39,6 km ; altitude : 203 m) dont l'embouchure se déverse du côté sud-est. Ce lac est situé au sud du lac Tasialujjuaq dont l'émissaire s'écoule vers le nord jusqu'à la rive sud de la rivière Arnaud. Le lac Faribault recueille les eaux de la décharge (venant du nord-ouest et longue de 65,7 km) du lac Bachant (longueur : 4,4 km ; altitude : 240 m) ; à partir de cette décharge, le courant traverse sur 14,4 km vers le sud-est le lac Faribault, jusqu'à son embouchure.
À partir de l'embouchure du lac Faribault, la rivière Péladeau traverse plusieurs chûtes et coule sur 18,6 km vers le sud-est jusqu'à la rive ouest du lac Guenyveau (altitude : 191 m) où se situe la confluence de la décharge du lac Tasiataq (altitude : 194 m). Le courant traverse le lac Guenyveau sur 29,7 km vers l'est.
Puis la rivière poursuit son cours sur 35 km vers le sud-est jusqu'à la décharge du lac Dulhut (venant de l'est)(longueur : 5,1 km ; largeur : 4,7 km ; altitude : 131 m). Le dernier segment de la rivière coule sur 14,4 km vers le sud-est, jusqu'à la rive nord de la rivière aux Feuilles. L'embouchure de la rivière Péladeau est située à 5,8 km en aval de l'embouchure de la décharge (venant du sud) du lac Papijjusaq et à 22,4 km en amont de l'embouchure de la rivière Corporon.

## Toponymie
Le terme "Péladeau" constitue un patronyme de famille d'origine française. La variante toponymique traditionnelle de cette rivière est : "Ikirjuujaup Kuunga". L'ancienne appellation de la rivière était "rivière Guenyveau".
Le toponyme rivière Péladeau a été officialisé le 5 décembre 1968 à la Commission de toponymie du Québec.